# Jalesar
Jalesar là một thành phố và là nơi đặt ban đô thị (municipal board) của quận Etah thuộc bang Uttar Pradesh, Ấn Độ.

## Địa lý
Jalesar có vị trí 27°29′B 78°19′Đ / 27,48°B 78,32°Đ Nó có độ cao trung bình là 173 mét (567 feet).

## Nhân khẩu
Theo điều tra dân số năm 2001 của Ấn Độ, Jalesar có dân số 35.662 người. Phái nam chiếm 53% tổng số dân và phái nữ chiếm 47%. Jalesar có tỷ lệ 48% biết đọc biết viết, thấp hơn tỷ lệ trung bình toàn quốc là 59,5%: tỷ lệ cho phái nam là 54%, và tỷ lệ cho phái nữ là 40%. Tại Jalesar, 19% dân số nhỏ hơn 6 tuổi.